# マシュケの定理

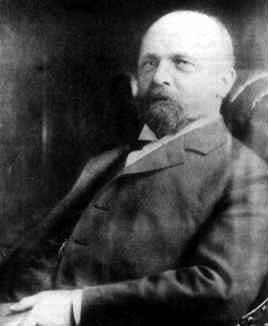
ハインリヒ・マシュケ（1853-1908）

数学、特に群の表現論においてマシュケの定理（マシュケのていり、英: Maschke's theorem）とは、有限群の表現の既約表現への分解に関する定理である。ハインリヒ・マシュケに名を因む。有限群 G のある標数 0 の体上の有限次元表現 (V, ρ) に対し、任意の  G-不変部分空間 U は G-不変な直和補因子 W を持つこと、言い換えれば、表現 (V, ρ) が完全可約であることを述べるものである。より一般に、有限体のような正標数 p の体に対しても、p が群 G の位数を割り切らないならば、マシュケの定理は成り立つ。

## 再定式化と意味
有限群の表現論に対する一つのアプローチは加群の理論を通して考えることである。群 G の表現は、群環 KG 上の加群と読み替えることができ、既約表現は単純加群と対応する。マシュケの定理は「一般の有限次元表現は既約部分表現の直和によって構成することができるか」という問いに対する答えである。この問いを加群の理論に読み替えると「任意の加群は半単純であるか」となる。加群の言葉で定式化したマシュケの定理は、以下のように述べられる。
G を有限群、K を G の位数を割らない標数を持つ体とする。このとき G の群環 KG は半単純環である。
この定理の重要性は、半単純環に関するよく展開された理論、特にアルティン-ウェダーバーンの定理（ウェダーバーンの構造定理）から生じる。K が複素数体 C のとき、定理から群環 KG が複素正方行列環のいくつかのコピーの直積に分解されることが示される（それぞれの因子がいずれも既約表現を与える）。標数 0 の体 K が代数閉体でない場合（例えば実数体 R や有理数体 Q）には、主張は「群環 KG は、K 上のある斜体上の行列環の直積になる」と幾分複雑になる。それぞれの因子は G の K 上の既約表現に対応する。
翻って表現論では、マシュケの定理（あるいはそれを加群を用いて述べたもの）から、有限群 G の表現に関する一般的な構成法が実際に計算することなしに得られる。定理から任意の表現は既約成分の直和になるので、任意の表現を分類するという表現論の課題は、既約表現を分類するというより扱いやすい課題に帰着される。さらに、ジョルダン-ヘルダーの定理から従うこととして、既約部分表現への直和分解は一意ではないかもしれないが、既約成分の重複度は矛盾なく定まる。特に、有限群の標数 0 の体上での表現は、同型を除いてその指標によって決定される。

## 一般化
マシュケの定理は、さらに次のように一般化される。
k を環、G を有限群とする。このとき、群環 kG が半単純であることと、k が半単純かつ |G|・1 が k の単元であることが同値である。
マシュケの定理において群が有限であることは必須の条件である。すなわち次が成り立つ。
k を（零環でない）環とし、G を無限群とする。このとき、群環 kG は決して半単純にならない。

## 注
1. ↑  Maschke, Heinrich (1898-07-22). “Ueber den arithmetischen Charakter der Coefficienten der Substitutionen endlicher linearer Substitutionsgruppen [On the arithmetical character of the coefficients of the substitutions of finite linear substitution groups]” (German). Math. Ann. 50 (4):  492–498. doi:10.1007/BF01444297. JFM 29.0114.03. MR1511011.
2. ↑  Maschke, Heinrich (1899-07-27). “Beweis des Satzes, dass diejenigen endlichen linearen Substitutionsgruppen, in welchen einige durchgehends verschwindende Coefficienten auftreten, intransitiv sind [Proof of the theorem that those finite linear substitution groups, in which some everywhere vanishing coefficients appear, are intransitive]” (German). Math. Ann. 52 (2–3):  363–368. doi:10.1007/BF01476165. JFM 30.0131.01. MR1511061.
3. ↑  O'Connor, John J.; Robertson, Edmund F., “Heinrich Maschke”, MacTutor History of Mathematics archive, University of St Andrews.
4. ↑  半単純環上の加群は必ず半単純なので、任意の KG-加群が半単純であることが言える。
5. ↑  この主張は逆もまた正しく、体の標数が群の位数を割る（モジュラー型）ならば、群環は半単純でない。
6. ↑  因子の数も計算することができて、それは群の共役類の数に等しい。
7. ↑  実数体上既約であるような表現が複素数体上既約でないなど、係数体を取り替えれば表現の分解も変わるので、注意が必要である。
8. ↑  Lam, (6.1) Theorem.
9. ↑  Lam, (6.3) Proposition.